# Memòria de Mallorca
Memòria de Mallorca és una entitat fundada el 2006 que lluita per la recuperació de la memòria històrica de la Guerra Civil a les Illes Balears. Malgrat que els inicis es remunten a 2003, no fou fins al 2005 que es posà en marxa un grup de treball sobre desaparicions forçades a Mallorca. El 24 de febrer de 2006 es fundà l'Associació per a la Recuperació de la Memòria Històrica de Mallorca, que el 2010 es reanomenà a Associació Memòria de Mallorca. La presidenta de l'entitat és Maria Antònia Oliver París (Inca, 1957), neta d'un represaliat que fou empresonat el 1936 a Can Mir i que desaparegué el 1937.
El 2016, l'Obra Cultural Balear reconegué la seva tasca amb el premi Bartomeu Oliver dels Premis 31 de desembre. El 2017, el Premi Ramon Llull i el 2019 rebé el Premi ARA Balears Toni Catany a la Cultura que fa País.